# 1976 en Saskatchewan
Chronologie de la Saskatchewan
- 1972
- 1973
- 1974
- 1975
- 1976
- 1977
- 1978
- 1979
- 1980

Cette page concerne des événements d'actualité qui se sont produits durant l'année 1976 dans la province canadienne de la Saskatchewan.

## Politique
- Premier ministre : Allan Blakeney
- Chef de l'Opposition :
- Lieutenant-gouverneur : Stephen Worobetz puis George Porteous
- Législature :

## Événements

Le drapeau de la communauté francophone des Fransaskois de la Saskatchewan au Canada.

- Création du drapeau fransaskois qui devient le symbole du peuple des francophone de la province.

## Naissances

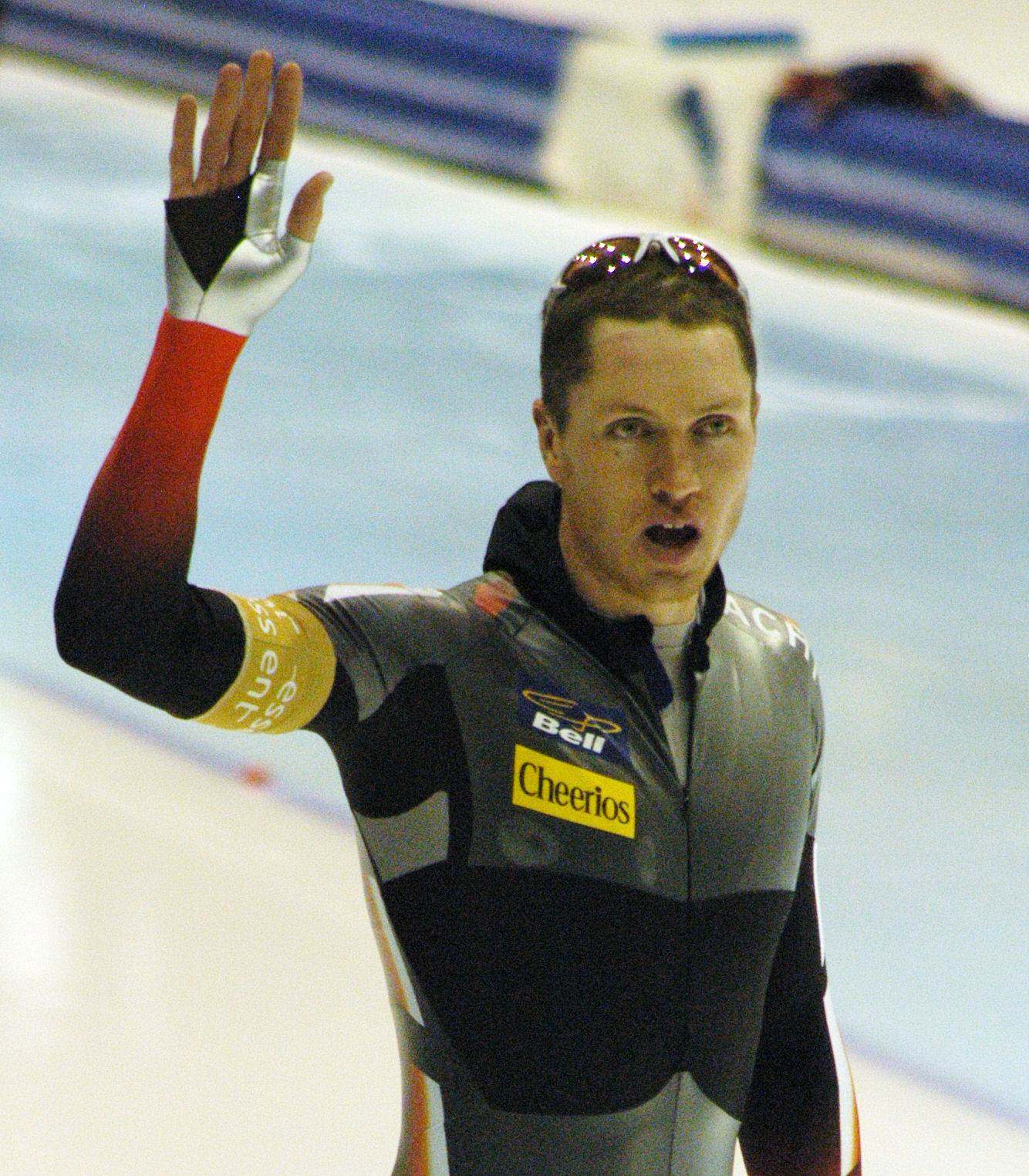
Jeremy Wotherspoon

- 3 janvier : Byron Briske (né à Humboldt) est un joueur professionnel de hockey sur glace canadien.
- 3 juillet : Wade Belak (né à Saskatoon - mort le 31 août 2011 à Toronto, dans la province de l'Ontario) est un joueur professionnel de hockey sur glace canadien[1].
- 26 octobre : Jeremy Lee Wotherspoon, né à Humboldt, est un patineur de vitesse canadien concourant sur les distance du 500 mètres et 1000 mètres. Au cours de sa carrière, il a remporté une médaille d'argent aux jeux olympiques d'hiver de 1998 à Nagano (Japon) sur l'épreuve du 500 mètres derrière le Japonais Hiroyasu Shimizu. Il a par ailleurs remporté le titre de champion du monde du sprint en 1999, 2000, 2002 et 2003, le titre de champion du monde du 500 mètres en 2003, 2004 et 2008, celui du 1000 mètres en 2001. Enfin, Il a remporté à plusieurs reprises le classement général de la coupe du monde - à huit reprises le classement du 500 mètres en 1998, 1999, 2000, 2002, 2003, 2004, 2005 et 2008 ; et à cinq reprises le classement du 1000 mètres en 1998, 1999, 2000, 2001 et 2015. Il arrête sa carrière après les Jeux de Vancouver pour devenir entraîneur[2].
- 26 décembre : Jacob Wetsel, né à Saskatoon est un rameur canadien.

## Décès
- 10 juin : William John Patterson, premier ministre de la Saskatchewan.